# Protowithius robustus
Protowithius robustus es una especie de arácnido del orden Pseudoscorpionida de la familia Withiidae.

## Distribución geográfica
Se encuentra en el Archipiélago Juan Fernández Chile).